# Каргар, Мохамед Юсуф
Мохаме́д Юсу́ф Карга́р (перс. محمد یوسف کارگر‎; родился 11 мая 1963 года, Кабул, Королевство Афганистан) — афганский футболист, правый полузащитник сборной Афганистана по футболу, бывший тренер афганской сборной с 2008 по 2009 и с 2010 по 2015 год, а также футбольный функционер и лыжник. Вечером 10 января 2015 года на него было совершено неудачное покушение неизвестными лицами, после которого он ушёл с поста тренера сборной Афганистана.

## Карьера
Каргар родился в семье, основавшей первый в Афганистане горнолыжный курорт, находившийся в Арганди, в 45 минутах езды от Кабула (во время афганской войны был разрушен, а территория вокруг него заминирована). В 1978 году в возрасте шестнадцати лет Каргар стал чемпионом страны по лыжам, но из-за советского вторжения в Афганистан в 1979 году он был вынужден прекратить заниматься лыжами из-за опасений, что с лыжами и палками в руках его могли принять за вооруженного моджахеда и убить.
В период с 1980 по 1984 год играл за сборную Афганистана по футболу.
После вторжения в Афганистан американцев, заниматься лыжами снова стало невозможно из-за большого количества мин в горах, и того, что американские военные могли принять его за члена Аль-Каиды (так как он часто и в одиночку находился в горах). Каргар начал помогать возрождать сборную Афганистана по футболу. С 2005 по 2008 год Каргар был ассистентом Клауса Штерка. После отставки Штерка в июне 2008 года стал главным тренером сборной Афганистана и занимал этот пост до января 2015 года с месячным перерывом в декабре 2009 года.
11 сентября 2013 года, после поражения 4:0 от Индии в финале Кубка Южной Азии двумя годами ранее, он выиграл свой первый титул с Афганистаном, победив тех же соперников со счетом 2:0.
Вечером 10 января 2015 года Каргар возвращался домой со свадебной вечеринки в Кабуле, когда возле его дома на него напали четверо неизвестных, в результате чего он получил несколько ножевых ранений в спину, а также травму головы. Мотивы нападения не установлены. После этого он подал в отставку с поста тренера сборной. 9 февраля 2015 года Футбольная федерация Афганистана назначила 43-летнего Славена Скеледжича преемником Каргара на посту главного тренера. Позже Каргар назначен заместителем технического директора Футбольной федерации Афганистана.